# Russ Martino
Russ Norman Martino (Stamford, 25 januari 1932) is een Amerikaans componist, muziekpedagoog, arrangeur, dirigent en pianist.

## Levensloop
Martino studeerde aan de Hartt School of Music in Hartford, aan de Universiteit van Hartford waar hij in 1953 zijn Bachelor of Music in muziekopleiding behaalde. Verder studeerde hij aan de Manhattan School of Music in New York en behaalde aldaar in 1957 zijn Master of Music. Verder studeerde hij aan de Universiteit van Nevada (UNLV) in Las Vegas. Van 1954 tot 1956 was hij arrangeur en muzikant van de Fort Mason (San Francisco) Army Band. In Connecticut, New York en Californië werkte hij rond zes jaar als muziekdocent aan openbare scholen. Hij dirigeerde tijdens het Atlantic City Jazz Festival de Stamford High School Stage Band. Later werd hij tweede dirigent en muzikant voor amusementsmuziek in Las Vegas, onder anderen van het "Casino De Paris" in het "Dunes Hotel and Casino". 
Hij is eigenaar van de muziekwinkel Rosario Music Co.
Als componist schreef hij werken voor orkest, harmonieorkest, diverse jazz-ensembles en vocale muziek. Martino is lid van de American Society of Composers, Authors and Publishers.

## Composities

### Werken voor orkest
- Sundi, voor orkest
- Fat Mouse, voor orkest

### Werken voor harmonieorkest
- Beguine Modernistique
- Fantasy on Ma'oz Tzur

### Werken voor bigband of jazzorkest/-ensembles
- 1954 I Left My Heart In San Francisco, voor jazz-ensemble
- 1965 Sassy Lassy, voor jazz-ensemble
- 1965 Sweet 'n Steady, voor bigband
- 1968 Coo's Blues, voor jazz-ensemble
- 1968 The Waddle, voor jazzkwintet en piano
- 1970 Solid Soul, voor jazz-ensemble
- 1973 Grooveh!, voor jazz-ensemble
- 1972 Cast A Spell, voor jazz-ensemble
- 1974 Pretty By, voor jazz-ensemble
- 1975 Dance With Me, voor jazz-ensemble
- Chico's Cha-Cha, voor bigband
- Chop City (Stix), voor bigband
- Dee-Wee, voor bigband
- Eau de Groove, voor jazz-ensemble
- Fer' Cryin' Out Loud, voor jazzkwintet en piano
- Janet, voor jazzband
- Jo's Jingle, voor bigband
- Just Plain Bloos, voor jazzband
- Lakewood Drive, voor jazz-ensemble
- Lament For Joy, voor jazz-ensemble
- Lucky, voor bigband
- Mighty Fine Bloos, voor jazzband
- Monkey Shines, voor bigband
- OOO-WEE, voor jazzband
- Pellom Place, voor jazz-ensemble
- Pretty, voor jazz-ensemble
- Shout Out Loud, voor jazzband
- Soul Brother, voor jazz-ensemble
- Soul Sister, voor bigband
- Speak E-Z Light Rock, voor bigband
- Sploofy, voor bigband
- Sugar Plum, voor jazz-ensemble
- Suite, voor jazzorkest 
  1. Mambo
  2. Ballad
  3. Blues March
  4. Jazz Waltz
- The Michael Way, voor jazz-ensemble
- Torrey Pines, voor jazz-ensemble

### Vocale muziek

#### Werken voor koor
- El Dorado Sam, voor gemengd koor
- Macarone Agli 'e Olio, voor gemengd koor
- Prelude_4 Alleluia, voor gemengd koor
- Prelude_6 Slow, voor gemengd koor
- Prelude_7, voor gemengd koor
  1. Variation 1 Slow
  2. Variation 2 Fast
  3. Variation 3 Fast
- Sherri Red, voor gemengd koor

### Kamermuziek
- Cascavell, voor Mariachi-trio
- Feria De Las Flores, voor Mariachi-trio

### Werken voor piano
- 1970 Innovation
- Conception
- Jazz Waltz